# Parafia św. Katarzyny w Borętach
Parafia św. Katarzyny w Borętach – parafia rzymskokatolicka w diecezji elbląskiej. Erygowana w XIV wieku.
Na obszarze parafii leżą miejscowości: Boręty, Boręty Pierwsze, Boręty Drugie, Boręty Trzecie, Palczewo. Tereny te znajdują się w gminie Lichnowy i gminie Ostaszewo, w powiecie malborskim i powiecie nowodworskim, w województwie pomorskim.
W Palczewie znajduje się kościół filialny Matki Boskiej Częstochowskiej (dawny zbór protestancki poświęcony 13 listopada 1949 roku).
Pierwotny kościół w Borętach został wybudowany w stylu gotyckim w XIV wieku. W wyniku działań wojennych w 1945 roku został częściowo spalony. Obecny kościół zbudowany w latach 1841/1842, do 1945 roku był zborem protestanckim. Posiada 1 wieżę oraz 1 nawę. Poświęcenia dokonano 20 listopada 1949 roku.

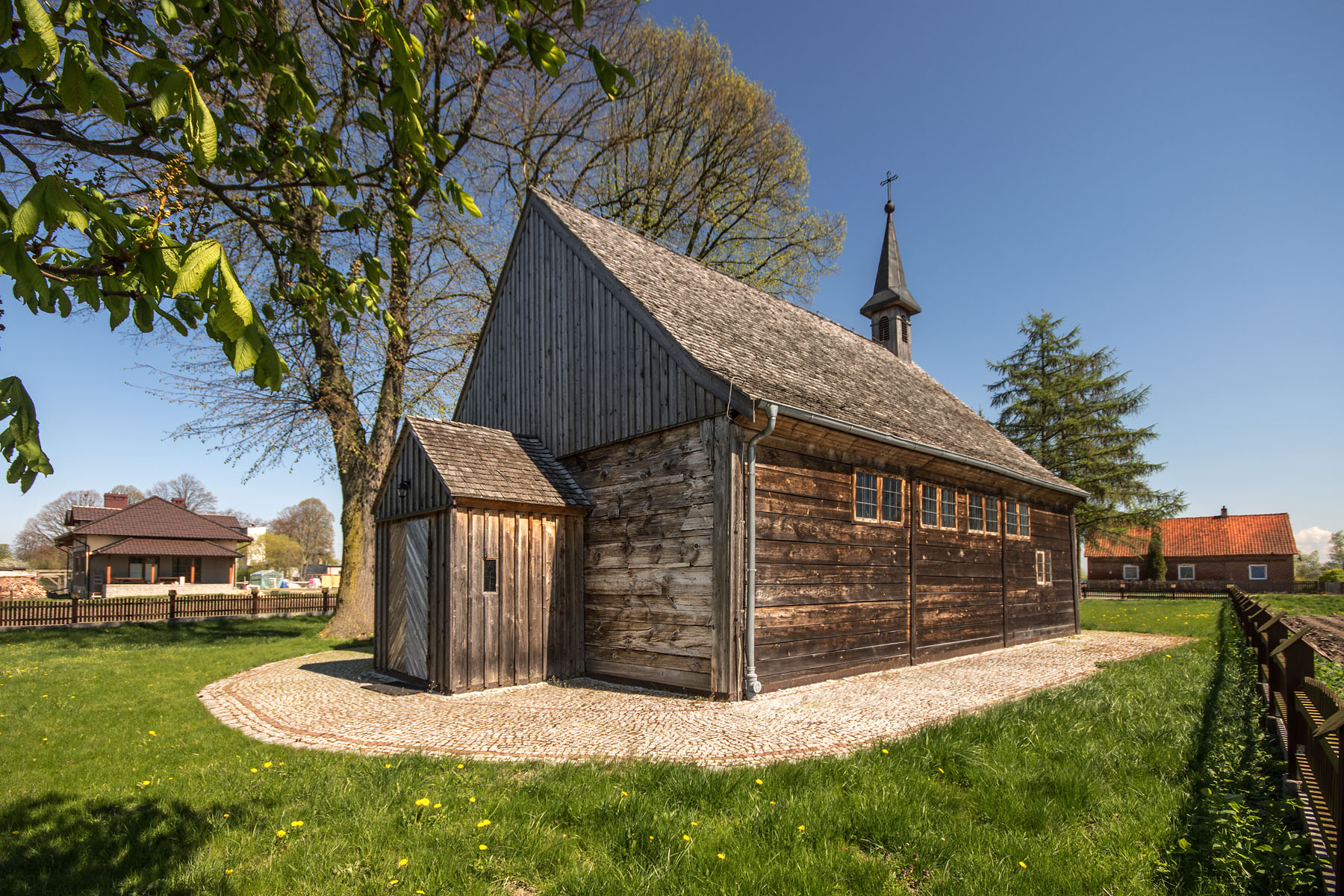
Kościół filialny Matki Boskiej Częstochowskiej w Palczewie

## Proboszczowie parafii św. Katarzyny w Borętach w XX wieku
| imię i nazwisko                                             | daty urzędowania |
| ----------------------------------------------------------- | ---------------- |
| ks. Aleksander Tolki                                        | 1873–1902        |
| ks. Karol Hoppe                                             | 1902-1906        |
| ks. Walenty Werner                                          | 1906-1911        |
| ks. Leon Dobberstein                                        | 1911-1940        |
| ks. Edmund Kamiński                                         | 1940-1943        |
| ks. Fryderyk Lulkowski (administrator parafii Nowa Cerkiew) | 1945-1961        |
| ks. Wiesław Gawlik (administrator parafii Nowa Cerkiew)     | 1961-1968        |
| ks. Zbigniew Jasiewicz                                      | 1968-1970        |
| ks. Hieronim Lewandowski CSSp                               | 1970-1974        |
| ks. Remigiusz Grzegorek                                     | 1974-1982        |
| ks. kanonik Władysław Zieliński                             | 1982-2008        |
| ks. Paweł Drożdż                                            | 2008-2011        |
| ks. Roman Cielas                                            | od 2011 roku     |